# Ichneumon manicatus
Ichneumon manicatus là một loài tò vò trong họ Ichneumonidae.